# فتح دره سند به دست هخامنشیان
فتح دره سند به دست هخامنشیان به فتح نظامی و حکومت بر سرزمین‌های شمال غربی شبه‌قاره هند به دست شاهنشاهی هخامنشی از سده ششم تا چهارم پیش از میلاد اشاره دارد. این فتوحات دو مرحله داشتند. حمله نخست در حدود ۵۳۵ پ. م به دست کوروش بزرگ انجام شد. او مناطق غربی رود سند را به کشورش افزود. پس از مرگ او داریوش بزرگ در حدود سال ۵۱۸ پ.م. از هیمالیا وارد هند شد دوره دوم فتوحات را تا رود جهلم در پنجاب انجام داد.